# عبد الأمير الشمري
عبد الأمير الشمري (مواليد 1967 - الديوانية) هو ضابط عراقي برتبة فريق أول ركن، يشغل منصب وزير الداخلية في حكومة محمد شياع السوداني. كان سابقًا يشغل منصب نائب رئيس العمليات المشتركة في العراق من 7 حزيران سنة 2020م حتى 27 تشرين الأول/أكتوبر 2022، وعمل مفتشاً عسكرياً لوزارة الدفاع، وعُيّنَ مشرفاً أمنياً على محافظة نينوى في 15 آب سنة 2017، وكان قبل ذلك قائد عمليات بغداد.